# Jean Jacques Raimond Jr.
Jean Jacques Raimond, Jr. (La Haya, 13 de abril de 1903-3 de diciembre de 1961) fue un astrónomo holandés.

## Semblanza
Raimond era hijo de Jean Jacques Raimond Sr., fabricante de mobiliario en La Haya, y de Tetje van der Werf. Estudió astronomía en las Universidades de Leiden y de Groninga, donde se doctoró como estudiante de Jacobus Kapteyn, defendiendo la disertación titulada El Coeficiente de Absorción Galáctica Diferencial.
Dirigió el Planetario Zeiss de La Haya tras su inauguración en 1934, el primer planetario de la marca instalado fuera de Alemania.  Tuvo una gran influencia en la popularización de la astronomía en su país, y en 1944 fue nombrado presidente del Nederlandse Vereniging voor Weer- en Sterrenkunde (NVWS, Asociación Holandesa de Meteorología y Astronomía) después de servir como miembro del consejo de la institución. De 1938 hasta su muerte en 1961 publicó ediciones anuales del 'Sterrengids', un popular almanaque astronómico.
Su hijo Ernst se dedicó a la radioastronomía.

## Eponimia
- El asteroide (1450) Raimonda lleva este nombre en su memoria.[3]
- El cráter lunar Raimond también lleva su nombre.[4]
- En 1955 una sociedad de astronomía local holandesa adoptó su nombre. Esta sociedad adoptó un nombre diferente: Triangulum.